# Radomir Đalović
Radomir Đalović (Bijelo Polje, 29. studenog 1982.) crnogorski je nogometni trener i bivši nogometaš. Trenutačno je trener Rijeke.
U sezoni 2007./08. dok je igrao za Rijeku bio je drugi najbolji strijelac 1. HNL s 18 postignutih golova, te je dobio nagradu od HRT za najboljeg igrača 1. HNL. Đalović je potom otišao u rumunjski Rapid iz Bukurešta, a nakon toga vratio se u Rijeku. U svojoj karijeri ovaj je napadač igrao i u Zagrebu gdje je ostavio dubok trag, te je jedan od najboljih igrača zagrebačkog kluba ikad. Igrao je i u njemačkoj Bundesligi, u Arminia Bielefeld. Standardan je crnogorski reprezentativac, te je jedan od ključnih igrača te momčadi.  

## Priznanja

### Igračka
BEC Tero Sasana
- Tajlandski liga kup (1): 2013./14.

Budućnost Podgorica
- 1. CNL (1): 2016./17.

### Trenerska
Rijeka
- HNL (1): 2024./25.
- Hrvatski kup (1): 2024./25.